# 于少保萃忠全傳
《于少保萃忠全傳》，亦稱《大明忠肅于公太保演義傳》、《旌功萃忠錄》。明代演義小說，是一部代表性的「長篇歷史傳記小說」。全書每卷四回，十卷，共四十回。小說整體構思以明朝清官于少保為主角，描述于少保一生的命運和遭遇，從出生、幼年、青年，直到含冤而死。

## 作者
明朝孫高亮，字懷石，浙江錢塘(杭州)人。

## 內容概述
主角于少保，本名于謙。少年時代聰穎過人，得到布政司范公、巡按張公的賞識器重。少時為官以廉政、愛民著稱，平時體恤人民疾苦，為人民設法消災解難。擔任河南、山西二省巡撫期間，兩省饑荒嚴重，貧民流散。自己帶頭捐獻俸資二千五百兩，並發動各級有司捐獻俸資，幫助貧民。
于謙也是一位保國安民的民族英雄。因土木之變，英宗被俘，京都危在旦夕。眾臣提倡南遷，朝廷內外一片混亂。于謙挺身而出，力排眾議，據理駁斥南遷。隨即部署兵馬，鼓舞士氣，身先士卒，共赴國難。與此同時，他又輔佐郕王登基，安定民心。在國家民族千鈞一髮之際，他激勵將士，為國盡忠，與敵人決一死戰，嚴守京城九門。然而晚年卻遭徐珵陷害，最終含冤而死。

## 相關連結
- 维基文库中的相關文獻：于少保萃忠傳
- 维基共享资源上的相關多媒體資源：于少保萃忠全傳